# Géologie de la Guinée

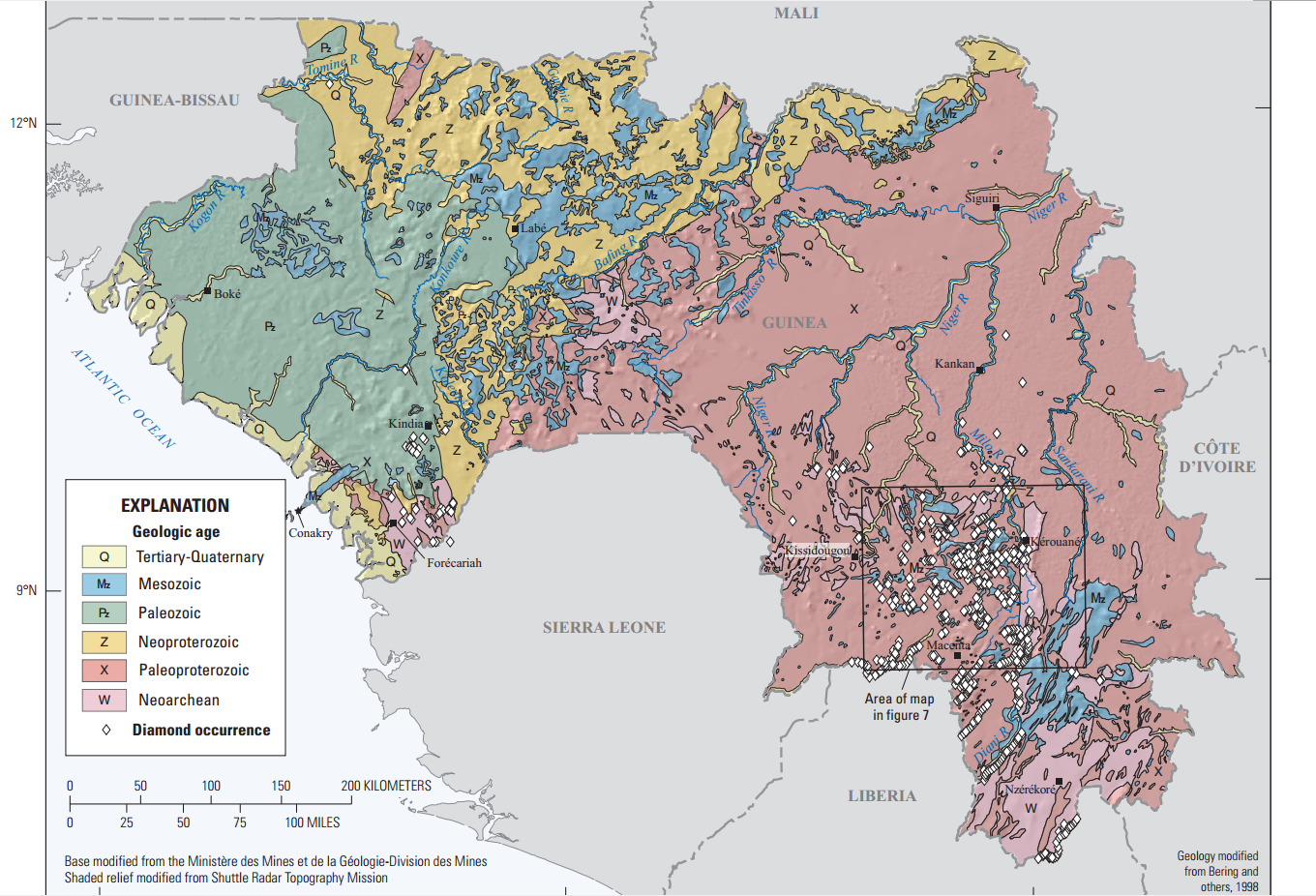
Carte géologique de la Guinée.

La Guinée est un pays d'Afrique de l'Ouest au relief et caractéristiques géologiques variées :
- A l'Ouest, la plaine côtière de Basse-Guinée de Conakry à Boké (présentant quelques massifs à plus de 1000 m) composé de terrains tertiaires et de trace de volcanisme mésozoïque.
- La zone côtière fait place plus à l'est au plateau de Moyenne-Guinée ou Fouta Djalon (région de Kindia à Labé) d'une altitude variant de 300 à 1000 m (point culminant à 1532 m avec le mont Loura. Ce plateau est principalement constitué de grès siliceux et de schistes paléozoiques et néoprotérozoïques avec d'importantes surfaces sont recouvertes par des cuirasses ferrugineuses ou bauxitiques. C'est la province minière d'exploitation de la bauxite.
- Au Nord-Est un bassin d'une altitude moyenne de 300 m formant la Haute-Guinée (région de Kankan à Siguiri), composé de schistes protérozoïques renfermant de nombreuses occurrences d'or.
- Au Sud-Est, s'étend la région montagneuse de la Guinée forestière des massifs élevés aux versants abrupts comme le Simandou et le mont Nimba (point culminant du pays avec 1 752 m) alternant avec de vastes plaines. Cette région présente les terrains les plus anciens (Archéen inf. à sup.) et protérozoïques. Des occurrences de kimberlites dans la région de Banankoro sont exploitées pour le diamant. Deux gisements majeurs de fer non exploités sont également présent dans cette région : Le Simandou et les Monts Nimba.

En raison de ces caractéristiques géologiques, le pays présente une zone de forêt primaire équatoriale au sud de la ligne Kissidougou-Kerouané, évoluant vers une zone de savane arborée sur le reste du territoire.